# Achaera ochribasis
Achaera ochribasis är en fjärilsart som beskrevs av George Francis Hampson 1910. Achaera ochribasis ingår i släktet Achaera och familjen tandspinnare. Inga underarter finns listade i Catalogue of Life.